# Salah Abu Zaid
Salah Abu Zaid (* 21. April 1923) ist ein ehemaliger jordanischer Politiker und Diplomat.

## Leben
Salah Abu Zaid war zwischen 1964 und 1965 Informationsminister im zweiten Kabinett von Ministerpräsident Bahdschat at-Talhuni und bekleidete dieses Amt 1967 erneut. Danach war er von 1967 bis 1968 im dritten Kabinett von Ministerpräsident Bahdschat at-Talhuni abermals Informationsminister sowie zugleich Minister für Tourismus und Altertümer. Nachdem er 1969 kurzzeitig Botschafter im Vereinigten Königreich war, bekleidete er zwischen 1969 und 1970 im vierten Kabinett von Ministerpräsident Bahdschat at-Talhuni die Posten als Informationsminister, Minister für Tourismus und Altertümer sowie als Kulturminister.
Als Nachfolger von Abdullah Salah wurde Salah Abu Zaid 1972 zum Außenminister in das Kabinett von Ahmad al-Lawzi berufen und hatte dieses Amt bis 1973 inne. Im Rahmen einer Regierungsumbildung wurde er 1974 im ersten Kabinett von Ministerpräsident Zaid ar-Rifaʿi erneut Informationsminister und übernahm bis 1976 in Personalunion auch wieder das Amt des Kulturministers. Zuletzt war er zwischen 1976 und 1978 abermals Botschafter im Vereinigten Königreich.